# Redditch
Redditch ist eine mittelgroße Stadt in der Grafschaft Worcestershire im Zentrum Englands etwas südlich von Birmingham.

## Geschichte
Die erste urkundliche Erwähnung der Stadt war im Jahre 1348, als es bereits ein Dorf um das Zisterzienserkloster Bordesley Abbey gab.
Im Jahre 1538 wurde das Kloster auf Anordnung Heinrich VIII abgerissen und die Baumaterialien zur Errichtung der damals landesweit größten königlichen Schwanenaufzucht verwendet.
Nach dem Zweiten Weltkrieg wurde die Stadt als eine von mehreren „New Towns“ auserkoren und wurde ab 1964 planmäßig umgebaut und erweitert, um Bevölkerungszuwachs aus den nahgelegenen Industriegebieten aufzunehmen. Mit der Erweiterung der Stadt siedelten vor allem gutsituierte Beamte und leitende Angestellte in die heute begehrten Neubausiedlungen von Winyates und Matchborough um.
Des Weiteren existiert eine Partnerschaft zwischen der Church of England in Redditch und den evangelischen Kirchgemeinden von Burg in Sachsen-Anhalt und Umgebung. Diese wird durch jährliche Besuche und persönliche Kontakte getragen. Als Höhepunkt der Besuche wird ein gemeinsamer Gottesdienst angesehen.

## Sehenswürdigkeiten

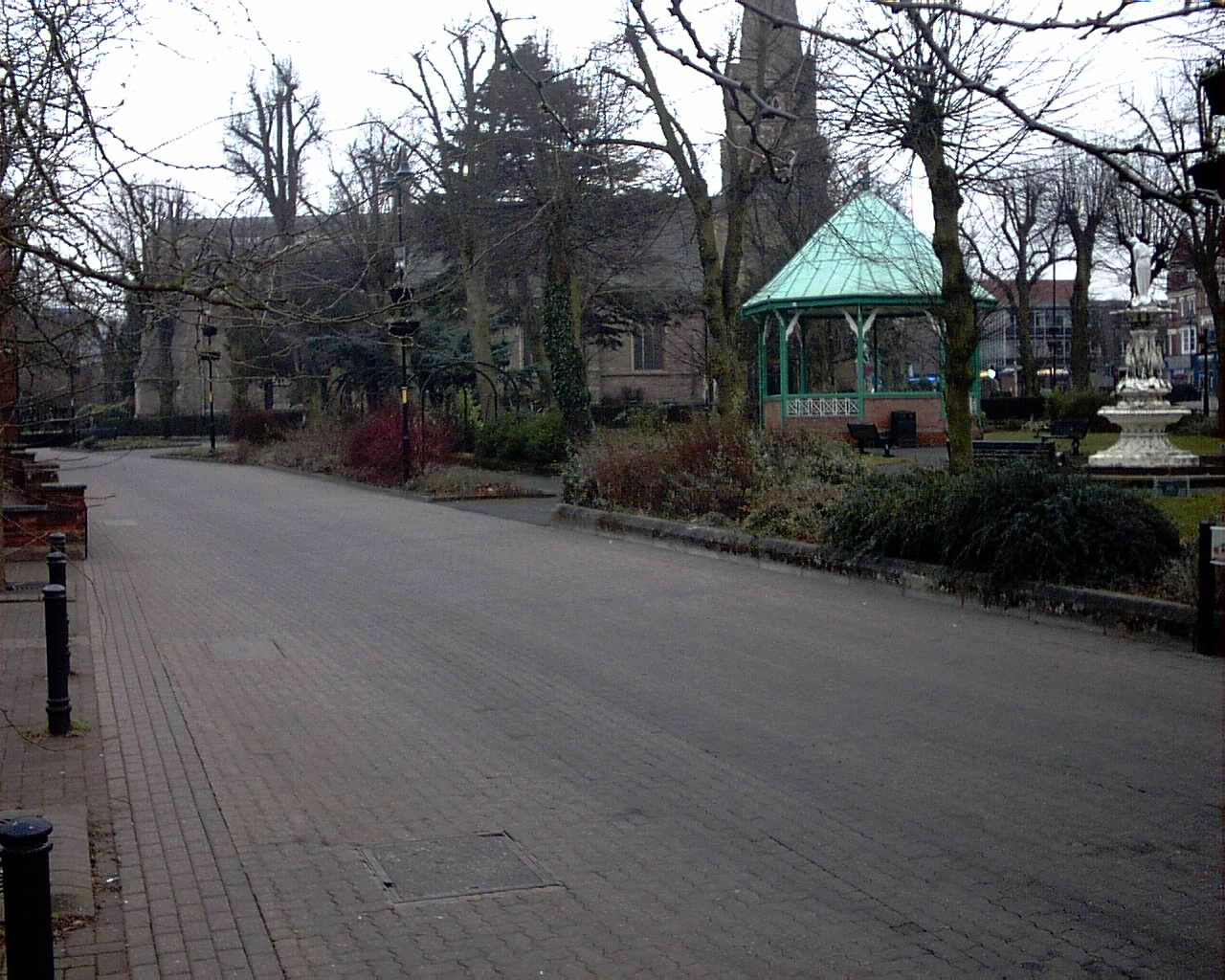
Im Hintergrund die St. Stephen Kirche

Der kantige Umriss des Wasserturmes prägt das Stadtbild. Eine weitere Sehenswürdigkeit ist das Forge Hill Nadelmuseum.

## Verkehr
Redditch liegt nahe dem M42 motorway und ist Endpunkt einer im Personenverkehr durch Central Trains befahrenen Bahnstrecke von Birmingham.

## Persönlichkeiten
- Albert Frank Milward (1893–1945), Esperantist und Übersetzer
- Derek Royle (1928–1990), Schauspieler
- Charles Dance (* 1946), Schauspieler
- John Bonham (1948–1980), Schlagzeuger von Led Zeppelin
- Raymond Thompson (1949–2025), neuseeländischer Filmproduzent, Drehbuchautor und Regisseur
- Hayley Simmonds (* 1988), Radsportlerin
- Charlotte Gilmartin (* 1990), Shorttrackerin
- Joe Lolley (* 1992), Fußballspieler
- Dominic Jelfs (* 1990), irischer Radrennfahrer
- Lloyd Glasspool (* 1993), Tennisspieler
- Harry Styles (* 1994), Sänger von One Direction
- Matthew Smith (* 1999), walisisch-englischer Fußballspieler
- Felix Gill (* 2002), Tennisspieler

## Städtepartnerschaft
1956 ging Redditch eine Partnerschaft mit Auxerre in Frankreich ein. Dieser Partnerschaft erwies sich als so populär, dass eine Organisation genannt „Die Freunde von Auxerre“ (The Friends of Auxerre, kurz FoA) gebildet wurde. Jedes Jahr wird Anfang Juni die Verbindung dieser zwei Städte offiziell gefeiert.
1986 ging Redditch eine Partnerschaft mit Mtwara in Tansania ein. Es werden viele Veranstaltungen in Zusammenarbeit mit tansanischen Studenten der Birminghamer Universität und der Selly Oak University organisiert.
- Auxerre, Frankreich
- Mtwara, Tansania